# Малкэр, Томас
Томас (Том) Джозеф Малкэр (англ. Thomas „Tom“ Joseph Mulcair, род. 24 октября 1954 года, Оттава, Онтарио) — канадский политик и профессор права. С 2007 года — депутат Палаты общин Канады, где представляет округ Утремон в провинции Квебек. С 24 марта 2012 года — лидер Новой демократической партии. 24 марта 2012 — 4 ноября 2015 лидер официальной оппозиции.
До вхождения в федеральную политику занимал официальные посты в провинции Квебек, а также работал адвокатом, преподавал право в колледжах и университетах. С 1994 до 2007 — депутат Национальной ассамблеи Квебека, где представлял Либеральную партию Квебека от округа Шомеде в городе Лаваль. В правительстве Ж. Шаре занимал в 2003—2006 гг. должность министра экологии, окружающей среды и парков.

## Детство и юношество
Был вторым по старшинству из 10 детей. Отцом его был ирландо-канадец Гарри Доннели Малкэр, а матерью — Жанна Юртюбиз, франкоканадка, в связи с чем одинаково хорошо владеет обоими официальными языками страны. Его прапрадедом по материнской стороне был премьер-министр Квебека в 1887—1891 гг. Оноре Мерсье. Детство и юношество провёл в городах Халл (ныне центральная часть г. Гатино) и Лаваль, где он учился в католической гимназии. По окончании колледжа имени Ванье в Монреале учился в университете Макгилла. В 1977 г. окончил университет по специальностям «англосаксонское (обычное) право» и «континентальное право». В предпоследний год учёбы занимал должность президента ассоциации студентов-юристов и члена студенческого совета.

## Семья и профессиональная карьера
В 1976 г. женился на психологе Катрин Пинхас, франкоканадке родом из сефардов, живших ранее в Турции. В семье родилось двое сыновей, из которых один позднее стал инженером, а второй — полицейским. В 1978 г. они переехали в г. Квебек, где через год Малкер был принят в коллегию адвокатов. С 1980 г. работал юрисконсультом в министерстве юстиции Квебека, а затем в высшем совете французского языка. В 1983 г. стал директором юридического отдела en:Alliance Quebec — организации, лоббирующей интересы англоязычных квебекцев.
В 1985 году открыл собственную юридическую контору, и наряду с этим преподавал в Университете Конкордия и в Университете Квебека в Труа-Ривьере. В 1987—1993 гг. возглавлял Office des professions du Québec — провинциальный орган по надзору за профессиональным образованием. С 1995 г. снова работал адвокатом.

## Провинциальная политика в Квебеке
Малкэр вступил в Либеральную партию Квебека. 12 сентября 1994 г. он выдвинул свою кандидатуру на выборы в Национальную ассамблею Квебека и был избран в округе Шомеде (запад г. Лаваль). 30 ноября 1998 г. и 14 апреля 2003 г. он был переизбран в депутаты 2/3 голосов округа. После победы Либеральной партии Квебека на выборах 2003 г. новый премьер-министр провинции Жан Шаре назначил его министром окружающей среды и парков.
Малкэр был активным сторонником Киотского протокола. В ноябре 2004 г. он запустил план экологического развития Квебека, основанный на успешном европейском опыте, и разработал законопроект по его внедрению, включавший дополнения в Квебекскую хартию прав и свобод человека, согласно которым жители провинции должны были иметь право жить в здоровой окружающей среде и уважать биологическое разнообразие. Национальная ассамблея единогласно приняла законопроект в апреле 2006 г. В то же время, несмотря на протесты экологических активистов, он активно поддержал развитие сети автомагистралей.
В 2006 г. Шаре предложил ему возглавить министерство правительственных услуг, однако Малкэр воспринял это как понижение и подал в отставку в феврале того же года. В прессе обсуждались слухи о его непростых отношениях с премьером Шаре, в частности, из-за отказа поддержать проект развития туризма в национальном парке Мон-Орфорд. Малкэр сохранил депутатское место в провинциальном парламенте, однако дал понять, что не будет выдвигать кандидатуру на выборах в марте 2007 года.

## Федеральная политика
19 апреля 2007 г. Малкэр подтвердил намерение участвовать в канадских парламентских выборах в 2008 г. от Новой демократической партии, чем подтвердил циркулировавшие ранее подозрения о смене политических взглядов, особенно после того, как за месяц до этого заявления он присутствовал на речи лидера НДП Джека Лэйтона. Малкэр стал важнейшим из советников Лэйтона по квебекским вопросам. 17 сентября 2007 г. на довыборах в парламент в округе Утремон победил, что стало вторым в истории случаем победы в Квебеке кандидата в федеральный парламент от НДП, которая до того традиционно воспринималась как партия англоговорящих жителей Канады.
Немедленно после избрания Малкэр стал заместителем председателя НДП и быстро приобрёл в парламенте влияние как член комиссии по финансам. В октябре 2008 года и в мае 2011 г. вновь был избран в парламент, и в том же месяце возглавил фракцию НДП в нижней палате, став вторым по влиянию человеком в крупнейшей оппозиционной партии.
22 августа 2011 г. лидер партии Дж. Лэйтон умер от рака, и временным лидером партии стала малоизвестная Николь Тюрмель, представлявшая избирательный округ в г. Гатино. 13 октября Малкэр официально выдвинул кандидатуру на пост лидера партии, и был избран 5 месяцев спустя.
Политические аналитики предполагали, что Малкэр намерен сдвинуть позиции партии ближе к центризму с тем, чтобы на новых выборах привлечь больше избирателей. На партийном съезде 24 марта 2012 в Торонто переизбран на должность лидера партии 57,2 % голосов в 4-м туре.